# Фавар, Жюстин
Мари-Жюстин-Бенуа Фава́р (фр. Marie Justine Benoîte Favart), урождённая Дюронсере́ (фр. Duronceray); 15 июня 1727, Авиньон —21 апреля 1772, Париж) — французская актриса, танцовщица, драматург; супруга Шарля-Симона Фавара.

## Биография

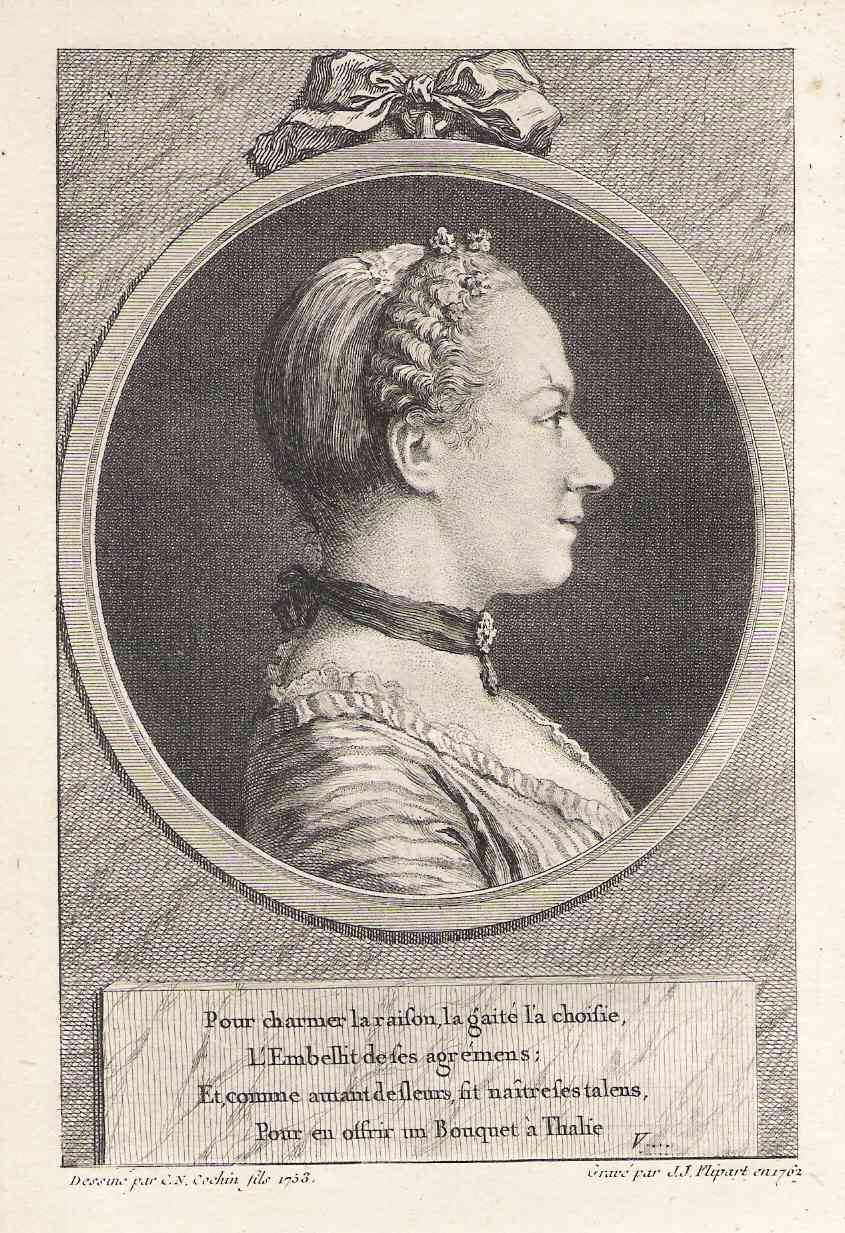
Портрет Жюстин Фавар. Гравюра Ш.-Ж. Флипара (1762) по рисунку Ш.-Н. Кошена-младшего (1753). Фронтиспис издания «Театр М. Фавар», Париж, 1763.

Родилась в семье придворных музыкантов польского короля Станислава Лещинского. Первые уроки в искусстве получила у своих родителей, успешно дебютировавала как танцовщица при королевском дворе Лещинского.
Выступала под псевдонимом «Мадемуазель Шантийи» (Mlle Chantilly). В Париже дебютировала в 1744 году.
В 1745 году вышла замуж за драматурга и либреттиста Шарля-Симона Фавара.
В 1745 года играла в парижском театре «Опера комик». В 1746—1748 годах — в Брюсселе, в королевском оперном театре Ла Монне. С 1749 года — на сцене Театра итальянской комедии в Париже. Вместе с мужем и театральной труппой сопровождала Морица Саксонского в его походах во Фландрию и Брюссель. В 1750 году вернулась в Париж. Была хозяйкой салона в Бельвиле.

## Творчество
Исполнила ряд ролей в комедиях-водевилях Фавара: Роксолана («Три султанши»), крестьянка Анетта («Аннет и Любин» (Annette et Lubin) Блеза), Изабелла («Изабелла и Гертруда»), Бастьенна («Бастьене и Бастьенне» Моцарта). Среди партий: Серпина («Служанка-госпожа» Перголези).
Обладала выдающимся комедийным дарованием, огромным сценическим темпераментом, музыкальностью. Прославилась исполнением ролей крестьянок, играла в простых деревенских костюмах, иногда даже с голыми руками и в сабо, вместо принятой тогда сценической придворной одежды.
Принимала участие в литературной работе своего мужа. Вместе с Шарлем-Симоном Фаваром написала около 90 пьес для театра. Благодаря тесному сотрудничеству супругов иногда невозможно чётко отличить вклад Мари Жюстин и её мужа в совместном творчестве. В совместном десятитомном издании Фаваров, опубликованном в Париже в 1763—1772 годах, один том специально посвящён драматургии Жюстин Фавар.

### Семья
Муж Шарль-Симон Фавар, драматург и либреттист.
Один из их сыновей, Шарль-Николя Фавар, стал актёром; его внук Антуан-Пьер-Шарль Фавар — писателем.

## Избранные произведения
Жюстин Фавар сыграла главные роли в каждой из перечисленных пьес.
- Les amours de Bastien et Bastienne, parodie du Devin de village (1753),
- La feste d’amour, ou Lucas et Colinette, petite pièce en vers et en un acte (1754),
- Les encorcelés, ou Jeannot et Jeannette, parodie des Surprises de l’amour (1757),
- La fille mal gardée, ou Le pédant amoureux, parodie de la Provençale (1758),
- La fortune au village, parodie d’Églée (1760)
- Annette et Lubin, comédie en un acte et en vers (1762).

## Память
Жак Оффенбах написал и поставил в 1878 году в театре «Опера комик» оперетту «Мадам Фавар» («Madame Favart»), посвящённую ей.